# Física de l'estat sòlid
La física de l'estat sòlid estudia les propietats físiques dels materials sòlids utilitzant disciplines tals com la mecànica quàntica, la cristal·lografia, l'electromagnetisme i la metal·lúrgia física. La física de l'estat sòlid forma la base teòrica de la ciència de materials i el seu desenvolupament ha estat fonamental en el camp de les aplicacions tecnològiques de la microelectrònica, en possibilitar el desenvolupament de transistors i materials semiconductors.

## Introducció
Els cossos sòlids estan formats per àtoms densament empaquetats per intenses forces d'interacció entre ells. Els efectes de la interacció són els responsables de les propietats mecàniques, tèrmiques, elèctriques, magnètiques i òptiques dels sòlids
Una característica important de la majoria dels sòlids és la seva estructura cristal·lina. Els àtoms estan distribuïts en posicions regulars que es repeteixen regularment de manera geomètrica. La distribució específica dels àtoms pot ser conseqüència d'una variada gamma de forces. Per exemple, alguns sòlids com el clorur de sodi (o sal comuna) es mantenen units per enllaços iònics a causa de l'atracció elèctrica entre els ions provocada per la interacció electroestàtica entre els ions que componen el material. En altres, com el diamant, els àtoms comparteixen electrons, que dona lloc als anomenats enllaços covalents. Les substàncies inerts, com el neó, no presenten cap d'aquests enllaços. La seva existència és el resultat d'unes forces d'atracció conegudes com a forces de Van der Waals, anomenades així en honor del físic holandés Johannes Diedrik Van der Waals. Aquestes forces apareixen entre molècules o àtoms neutres com a resultat de la polarització elèctrica. Els metalls, per la seva part, es mantenen units pel que es coneix com a gas electrònic, format epr electrons lliures de la capa atòmica externa compartits per tots els àtoms del metall i que defineixen la majoria de les seves propietats.

## Història
Les propietats físiques dels sòlids han estat temes d’investigació científica des de fa segles, però un camp separat amb el nom de física de l'estat sòlid no va sorgir fins als anys quaranta, en particular amb la creació de la "Divisió de Física de l’Estat Sòlid" (DSSP de l'anglès Division of Solid State Physics). dins de la l'American Physical Society. La DSSP es va associar a les aplicacions tecnològiques possibles gràcies a la investigació sobre sòlids. A principis dels anys seixanta, el DSSP era la divisió més gran de la American Physical Society.
Grans comunitats de físics de l'estat sòlid també van sorgir a Europa després de la Segona Guerra Mundial, en particular a Anglaterra, Alemanya i a la Unió Soviètica. Als Estats Units a i Europa, l'estat sòlid es va convertir en un camp destacat gràcies a les seves investigacions sobre semiconductors, superconductivitat, ressonància magnètica nuclear i altres fenòmens divèrsos. Durant els primers anys de la Guerra Freda, la investigació en física de l'estat sòlid sovint no es limitava als sòlids, cosa que va portar alguns físics als anys setanta i vuitanta a fundar el camp de la física de la matèria condensada, que s'organitzava al voltant de tècniques comunes utilitzades per investigar sòlids, líquids, plasmes, etc. i altres matèries complexes. Avui en dia, la física de l'estat sòlid es considera generalment com un subcamp de la física de la matèria condensada que se centra en les propietats dels sòlids amb xarxes corresponents a cristall regulars.